# 福民公园站
福民公园站是浙江省宁波市建设中的一座地下城市轨道交通车站，属于宁波轨道交通7号线。车站为7号线先行节点，2021年7月15日开工建设，计划于2026年底启用。

## 车站形制
福民公园站位于鄞州区福明街道福明路、民安路交叉口东南角的福民公园内，呈东北—西南向布置。车站为地下二层岛式车站，长206米，宽19.3米，总建筑面积为16388平方米。

## 出口
福民公园站规划设置2个出口。